# Languimberg
Languimberg är en kommun i departementet Moselle i regionen Grand Est (tidigare regionen Lorraine) i nordöstra Frankrike. Kommunen ligger i kantonen Réchicourt-le-Château som tillhör arrondissementet Sarrebourg. År 2022 hade Languimberg 159 invånare.

## Befolkningsutveckling
Antalet invånare i kommunen Languimberg
| Referens: INSEE |